# Ignazio Cirri
Giacomo Matteo Ignazio Cirri (Forlì, 20 novembre 1711 (battezzato) – Forlì, 13 luglio 1787) è stato un compositore, organista e presbitero italiano.

## Biografia
Fu Maestro di cappella della Cattedrale di Santa Croce, a Forlì, dal 1759. Lo stesso anno ebbe accesso all'Accademia Filarmonica di Bologna. Era già canonico della Cattedrale forlivese dal 1731.
Non è certo che tra i suoi maestri ci sia stato anche Giovanni Battista Martini, solo di cinque anni più anziano: sta di fatto che tra i due intercorsero rapporti di amicizia, che Cirri divenne membro dell'Accademia Filarmonica nel 1758, e che Martini aveva, tra i suoi ritratti di uomini di merito, anche quello del Cirri. Si rilevano tra le opere dei due, infine, affinità compositive.
Nel 1765, Ignazio Cirri chiamò come collaboratore, col titolo di organista della Cattedrale, il giovane musicista forlivese Andrea Favi, che divenne il primo maestro dell'Accademia Filarmonica di Forlì.
Nel 1780, per motivi d'età e di salute, nell'attività di maestro di cappella, gli fu affiancato, in qualità di coadiutore, il più giovane, ma allora già celebre, fratello Giovanni Battista Cirri.
Tra le opere, oltre a numerosi manoscritti, sono pubblicate Dodici Sonate per organo op.1 e Sei Sonate per clavicembalo con accompagnamento per violino op.2. Molte sono le sue composizioni rimaste inedite, attualmente conservate presso l'Archivio Capitolare del Duomo di Forlì.
Come fa notare Andrea Macinanti, lo stile delle sonate per organo rivela, nascosto sotto gli stereotipi "galanti", un certo spessore armonico e contrappuntistico, discostandosi così dalla maggior parte della coeva produzione artistica italiana, tanto che il musicologo Luigi Torchi poté definirlo di "transizione tra Bach e Clementi". Il compositore adotta frequentemente l'uso del doppio coro, tanto a cappella, quanto con accompagnamento di archi e di organo.
Nel 2011 la città di Forlì ha celebrato i 300 anni dalla nascita di Ignazio Cirri organizzando un concerto di sue musiche, eseguite dall'Ensemble barocco Accademia Malatestiana presso la Chiesa di Sant'Antonio Abate in Ravaldino, nell'ambito della rassegna concertistica "Ravaldino in musica".

## Ascolti
- Sonate per organo n. 1 in Do+ e n. 6 in La+, su coroduomoforli.it. URL consultato il 31 maggio 2010 (archiviato dall'url originale l'8 marzo 2010).

## Discografia
- Ignazio Cirri, Dodici Sonate per l'Organo, eseguono Andrea Macinanti e Francesco Tasini sugli organi di Gaetano Callido della Cattedrale di Forlì, La Bottega Discantica, 1997.
- Ignazio Cirri, Sei sonate per clavicembalo con l'accompagnamento di violino, Ensemble Sezione Aurea, Luca Giardini violino, Filippo Pantieri clavicembalo, ed. Passacaille (Belgio) 2018.